# Кригер, Илья Борисович
Илья Борисович Кригер (род. 16 сентября 1978, Архангельская область) — российский журналист и поэт.
Окончил юридический факультет Архангельского университета и аспирантуру философского факультета МГУ. Кандидат философских наук (диссертация «Философия Герберта Уэллса»).
В 2003—2010 гг. — сотрудник «Новой газеты».
Автор книги стихов «Интроспекция» (2005), тексты которой, по мнению критика Марии Галиной, «организованы по принципу стоп-кадров, фиксации мгновенных зрительных или речевых сигналов». Входил в шорт-лист премии «Дебют» (2003).